# Stend Station
Stend Station (Stend stasjon) var en jernbanestation på Nesttun–Osbanen, der lå i boligområdet Stend i Bergen kommune i Norge.
Stationen åbnede 1. juli 1894, da banen blev taget i brug, og blev nedlagt sammen med den 2. september 1935. Stationsbygningen var en banevogterbolig med ekspedition, der blev opført i 1894.
Der er i dag indrettet et jernbanemuseum i stationsbygningen, der er den eneste fra banen, der stadig fremstår i den oprindelige stil. I 1980'erne var bygningen i forfald, men i 1987 begyndte Osbanens Venner at renovere den. Museet har en lille samling med genstande fra jernbanen, herunder gamle billeder, film og værktøj fra værkstedet. Der er desuden anlagt et 70 meter langt jernbanespor på den gamle tracé ud for stationsbygningen. På sporet står der en skinnecykel fra 1925 og en kombineret tredje klasses og postvogn fra 1894. Vognkassen var blevet delt i to men blev samlet igen og forsynet med brugte bogier fra Polen. Vognen er den mindste bogievogn i Norge. Stationen har også en vandpost til damplokomotiver. Museet har desuden et diesellokomotiv fra 1967, der blev benyttet af Fana og senere Bergen kommuner i kloaktunneler, og som blev givet til museet i 1995. Den har en sporvidde på 750 mm ligesom Nesttun–Osbanen havde i sin tid, men derudover har den ingen lighed med det materiel, der blev benyttet på banen.